# Catherine Barton
Catherine Barton (* 1679; † 1739) war Isaac Newtons Halbnichte (die Tochter seiner Halbschwester), die er später als Tochter adoptierte. Sie sorgte die letzten Jahre seines Lebens für ihn und verwaltete nach seinem Tod Newtons Nachlass.

## Leben
Eine der Erzählungen, dass Newton sein Gravitationsgesetz entwickelt habe, nachdem ihm im Garten von Woolsthorpe Manor ein Apfel vor die Füße gefallen sei, geht auf Barton zurück, die sie Voltaire erzählte, welcher sie wiederum öffentlichkeitswirksam verbreitete. Laut Voltaire, der mit Barton befreundet war, war der Charme seiner Nichte im damaligen Klima Londons wichtiger für Newtons Ernennung zum Leiter der Royal Mint als seine wissenschaftlichen Entdeckungen.
Newtons Papiere über seine häretischen Ansichten zum Christentum und zu seinen alchemistischen Forschungen hielt sie unter Verschluss, so dass diese erst 130 Jahre nach Newtons Tod öffentlich bekannt wurden. Ans Licht kamen sie 1936 als Lord Lymington, Earl of Portsmouth, ein direkter Nachfahre Bartons, sie bei Sotheby’s versteigern ließ. Die Dokumente wurden sowohl aufgrund ihrer Herkunft als auch aufgrund ihres ungewöhnlichen Inhalts mit großer Skepsis aufgenommen, erwiesen sich aber als echt. John Maynard Keynes gelang es, die meisten von ihnen zu erwerben.

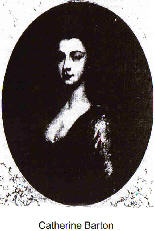
Catherine Barton

Die von Zeitgenossen als attraktive und charmante Frau beschriebene Barton wurde unter anderem von Jonathan Swift bewundert. Swift widmete ihr selbst Gedichte, das Thema wurde im 20. Jahrhundert noch einmal vom Dichter Alfred Noyes aufgegriffen:

“Was it a dream, that low dim-lighted room
With that dark periwigged phantom of Dean Swift
Writing, beside a fire, to one he loved,--
Beautiful Catherine Barton, once the light
Of Newton's house, and his half-sister's child?
Yes, Catherine Barton, I am brave enough
To face this pale, unhappy, wistful ghost
Of our departed friendship.”

Barton hatte eine Beziehung mit Charles Montagu, 1. Earl of Halifax, nach dem Tod seiner Frau im Jahr 1698. Er hinterließ ihr die damals gewaltige Summe von £5,000 in bar und £20,000 in Landbesitz for the pleasure and happiness I have had in her conversation.
Ab 1707 wurde Newtons Haus von Barton geführt. Barton heiratete 1717 Newtons Schüler John Conduitt, seinen Nachfolger als Leiter der Royal Mint.

## Catherine Barton im Roman
Barton ist ein Charakter in Neal Stephensons System of the World, dem dritten Band der Barock-Trilogie.
Eine fiktive C. Barton spielt eine wichtige Rolle im Roman Newtons Schatten (Reinbek 2003, englisch Dark Matter, 2002) des britischen Autors Philip Kerr.